# Doug Stone (stemacteur)
Douglas David (Doug) Stone (Toronto, Canada, 27 december 1950) is een Amerikaans stemacteur en dialoogregisseur van Canadese origine, die sinds 1985 woonachtig is in de Verenigde Staten. Hij leende zijn stem onder andere aan Matt Trakker, de hoofdpersoon uit M.A.S.K., Dragonborg uit Beetleborgs Metallix en Psycho Mantis uit het computerspel Metal Gear Solid. Daarnaast heeft hij met een door hem gevormde groep van acteurs de gesproken achtergrondgeluiden verzorgd van verscheidene films en honderden afleveringen van televisieseries.
Stone had als kind reeds wat rolletjes vertolkt in enkele hoorspelen. De opgedane ervaring hielp hem als volwassene aan werk bij een bedrijf dat reclamespots produceerde. Hij sprak daar zogeheten scratch tracks in: audiobanden aan de hand waarvan onder meer werd nagegaan of de tekst goed liep alvorens de 'echte' stemacteur hem insprak. De man die de opnames maakte, adviseerde hem om een loopbaan als stemacteur te overwegen. Stone stuurde een demobandje naar alle reclamebureaus in de stad en werd door een van hen gebeld om een aantal reclamespots in te spreken.
Enkele maanden nadat hij bij een groot agentschap getekend had, werd hij opgeroepen om in de Verenigde Staten auditie te doen voor de ophanden zijnde tekenfilmserie M.A.S.K. Stone heeft drie keer voor een auditie de reis van zijn thuisland naar Los Angeles moeten maken om de producenten ervan te overtuigen dat hij de hoofdrol van Matt Trakker kon dragen. Hierna kreeg hij ook andere rollen in de serie toebedeeld. De klus leverde Stone genoeg geld op om naar Los Angeles te verhuizen en daar zijn carrière te vervolgen. Tegenwoordig levert Stone voornamelijk werk voor videospellen en animeproducties. Hij is nog altijd bevriend met collega's Brendan McKane en Sharon Noble, die eveneens als stemacteur dienden voor M.A.S.K.

## Filmografie (selectie)
- Adventures in Voice Acting (documentaire) – zichzelf
- Beetleborgs Metallix (televisieserie) – Dragonborg
- Chucklewood Critters (animatieserie) – Lester, Skeeter
- Code Geass: Lelouch of the Rebellion (animeserie) – Noble, Kusakabe; dialoogregie
- Digimon Data Squad (animeserie) – Hashima
- Ghost in the Shell 2: Innocence (animefilm) – Lin
- M.A.S.K. (animatieserie) – Matt Trakker, Hondo MacLean, Dusty Hayes, Bruce Sato, Boris Bushkin, Bruno Sheppard, Nash Gorey, Maximus Mayhem
- Metal Gear Solid (computerspel, verschillende delen) – Psycho Mantis
- Naruto (animeserie) – Fugaku Uchiha, Teyaki Uchiha
- ParaWorld (computerspel) – Taslov
- Power Rangers: Lost Galaxy (televisieserie) – Skelekron

- Biblioteca Nacional de España: XX1264844
- International Standard Name Identifier: 0000 0001 3950 8416
- Library of Congress Control Number: no2011175482
- Virtual International Authority File: 207962900
- WorldCat: E39PBJd3KVVy7qfcXyrYtqQwmd